# Nicolas Dewalque
Nicolas Dewalque (Riemst, 20 settembre 1945) è un ex calciatore belga, di ruolo difensore.

## Palmarès

### Club

#### Competizioni nazionali
- Campionato belga: 3

Standard Liegi: 1968-1969, 1969-1970, 1970-1971
- Coppa del Belgio: 2

Standard Liegi: 1965-1966, 1966-1967
- Coppa di Lega belga: 1

Standard Liegi: 1974-1975

#### Competizioni internazionali
- Coppa Piano Karl Rappan: 1

Standard Liegi: 1974